# Kita-Jūni-Jō (metropolitana di Sapporo)
Kita-Jūni-Jō (北12条駅?, Kita-Jūni-Jō-eki) (N05) è una stazione della metropolitana di Sapporo situata nel quartiere di Chūō-ku, a Sapporo, Giappone.

## Struttura
La stazione è priva di mezzanino, e sono presenti ingressi separati in base alla direzione. Tuttavia è presente un corridoio di collegamento fra i due marciapiedi sotto il piano dei binari. La struttura è costituita da due marciapiedi laterali con due binari passanti al centro in sotterranea e così utilizzati:
| 1 | Linea Namboku | per Sapporo, Ōdōri e Makomanai |
| 2 | Linea Namboku | per Asabu                      |

## Stazioni adiacenti
| «               | Servizio      | »             |
| Linea Namboku   | Linea Namboku | Linea Namboku |
| --------------- | ------------- | ------------- |
| Kita-Jūhachi-Jō | Locale        | Sapporo       |